# Bátos község
Bátos község (románul: Comuna Batoș) község Maros megyében, Romániában. Központja Bátos, beosztott falvai Dedrád, Dedrádszéplak, Vajola.

## Népessége
A 2011-es népszámlálás adatai alapján a község népessége 3926 fő volt.